# Fabrice Do Marcolino
Fabrice Do Marcolino (Libreville, 14 de março de 1983) é um futebolista gabonês. Joga no Laval, clube francês que milita na Ligue 2, a segunda divisão francesa.

## Carreira
Marcolino fez parte do elenco da Seleção Gabonense de Futebol na Campeonato Africano das Nações de 2012.